# Cheval de sport suisse
Le cheval de sport suisse (allemand : Schweizer Warmblut) est un registre de chevaux de sport géré en Suisse, pour la sélection de chevaux aptes à la pratique des sports équestres. Ce registre a absorbé l'ancienne race de l'Einsiedeln.

## Dénomination
La race est aussi connue sous les noms d'« Anglo-normand suisse », de « cheval de selle suisse » et de demi-sang suisse en français. En allemand, elle est nommée Schweizer Warmblut.

## Histoire
Le développement de cette race est récent, puisqu'il accompagne les années de reconstruction de la Suisse après la Seconde Guerre mondiale. Le registre généalogique est créé en 1950. Des juments locales suisses sont croisées avec des étalons d'autres origines, notamment Pur-sang, en provenance d'Irlande, de France, d'Allemagne et de Suède. Ces croisements sont nombreux jusque dans les années 1960, incluant des étalons Hackney et Anglo-normand. 
Ce registre absorbe l'ancienne race locale de l'Einsiedeln, c'est pourquoi un synonyme pour désigner le cheval de sport suisse est « nouvel Einsiedeln ». Il absorbe également le Demi-sang suisse ou Anglo-normand suisse, une variété désormais totalement intégré à ce registre.

## Description

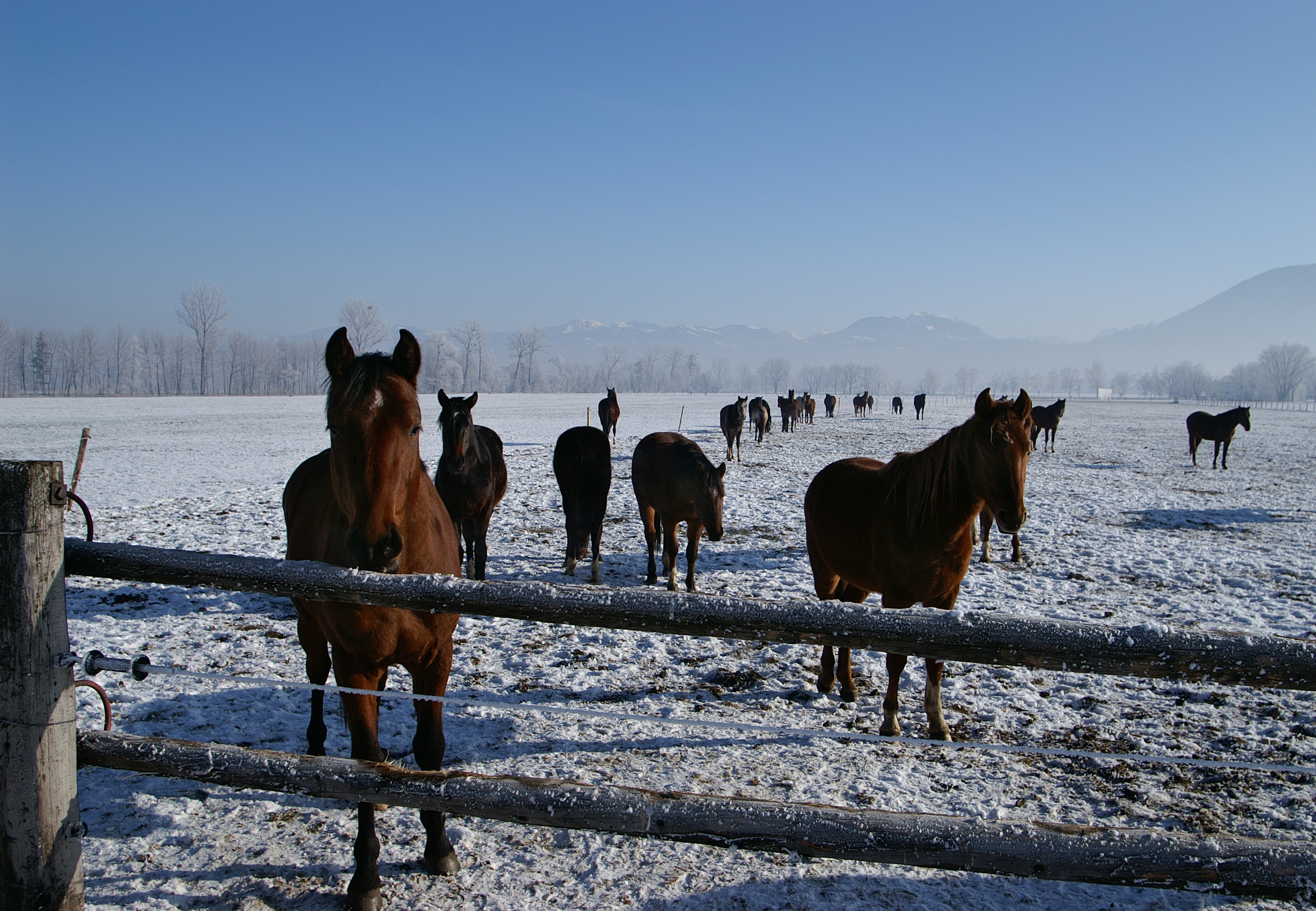
Jeunes chevaux de sport suisses dans la vallée du Rhin

La base de données DAD-IS enregistre une taille moyenne de 1,62 m chez les femelles et 1,68 m chez les mâles, pour un poids moyen respectif de 500 à 600 kg. CAB International cite une fourchette de taille allant de 1,55 m à 1,64 m. Le guide Delachaux cite un maximum de 1,68 m.
La tête est de profil rectiligne ou convexe, l'encolure est musclée et le garrot sorti. Le dos est robuste et droit. Les membres sont également solides, allongés, et terminés par des sabots qualiteux.
La robe est unie, généralement alezane, plus rarement baie ou noire, mais d'autres gènes de couleur plus rares sont représentés, tels que le Rouan et le Crème.
La sélection est assurée par la Zuchtverband CH Sportpferde (ZVCH). Il s'agit essentiellement d'une sélection sur performances sportives. Le trot de ces chevaux est réputé pour sa qualité, la race étant par ailleurs connue pour son calme et sa docilité.

## Utilisations
C'est essentiellement un cheval de sport, qui était autrefois employé comme monture militaire. Il est actuellement monté en saut d'obstacles, au dressage, et mis à l'attelage.

## Diffusion de l'élevage
La base de données DAD-IS cite le CH-Warmblut comme une race localement adaptée en Suisse, signalant que cette population équine est rare (2018). La race est pourtant élevée sur tout le territoire suisse, avec un effectif enregistré d'environ 10 000 têtes en 2016, pour environ 700 naissances annuelles au début des années 2010.